# Anzaldo (gemeente)
Anzaldo is een gemeente (municipio) in de Boliviaanse provincie Esteban Arce in het departement Cochabamba. De gemeente telt naar schatting 7.423 inwoners (2018). De hoofdplaats is Anzaldo.